# Karl Biernatzki
Karl Leonhard Biernatzki (* 28. Dezember 1815 in Altona; † 23. Januar 1899 ebenda) war ein deutscher Stifter und Schriftsteller.

## Leben und Wirken in der Diakonie
Karl Biernatzki besuchte in Hamburg das Christianeum und die Gelehrtenschule des Johanneums. Danach studierte er erfolgreich Theologie an der Universität Erlangen und der Universität Kiel. Anschließend arbeitete er ab 1841 als Rektor in Friedrichstadt. 1852 zog er nach Kassel, wo er als Sekretär des Zentralvereins für chinesische Mission tätig wurde. Drei Jahre später wechselte er als Generalsekretär des Centralausschusses für die Innere Mission nach Berlin, wo er eng mit Johann Hinrich Wichern kooperierte. Während dieser Zeit unternahm er Vortragsreisen und publizierte zur Arbeit der Inneren Mission. Seine Tätigkeit als Sekretär endete aus finanziellen Gründern 1859. Biernatzki arbeitete danach bis 1895 als Pfarrer an der Hauptkirche Altona.
Im Dezember 1867 gehörte Biernatzki zu den Gründungsmitgliedern der Altonaer Diakonissenanstalt, die sich am Vorbild der Diakonissenanstalt Kaiserswerth orientierte und jungen Frauen eine entsprechende Ausbildung bot. Bei den Vorbereitungen nutzte der Theologe vorhergehende Aktivitäten eines von Emma Poel gegründeten Frauenvereins. In den Anfangsjahren bildete die Einrichtung insbesondere Schwestern aus und erweiterte die Einrichtungen zur Krankenpflege. Die Angebote richteten sich zwar primär an eigene Gemeindeangehörige, halfen jedoch auch in Lazaretten in Altona und beim Ausbruch der Pocken 1871. Sowohl die Organisationsformen als auch die Gebäude mussten schnell erweitert werden. Theodor Schäfer übernahm 1872 hauptberuflich die von Biernatzki und dem Vorstand geschaffene Rektorenstelle. Biernatzki selbst legte den ehrenamtlichen Vorsitz des Trägervereins aufgrund unüberbrückbarer Differenzen mit Schäfer ein Jahr später nieder.
Neben dem Engagement für die Diakonissenanstalt leistete Biernatzki in seiner Altonaer Gemeinde weitere Sozialarbeit. 1870 gründete er eine Gemeindepflegestation, in der neben seiner Frau Charlotte eine Diakonissin mitarbeitete. Die Einrichtung betreute Kranke in deren Wohnungen und versorgte Hungernde mit warmen Mahlzeiten und Kleidung. Ein Förderverein übernahm 1881 deren Trägerschaft, später die Diakonissenanstalt in Altona. Sein Privathaus, in dem seit 1881 eine „Stopf- und Flickschule für schulpflichtige Mädchen“ für 80 Mädchen entstand, vermachte Biernatzki 1897 seiner Kirchengemeinde. Um berufstätige Mütter zu entlasten, gründete der Theologe 1890 einen Hort, der Platz für 40 Kleinkinder bot. Hinzu kam ein Wohnheim für 18 ältere, alleinstehende Frauen.
Seit 1950 erinnert die Biernatzkistraße in Altona an Karl und Charlotte Biernatzki. Johannes Biernatzki war ihr Sohn.

## Wirken als Schriftsteller
Neben der Arbeit in der Diakonie wurde Biernatzki auch als Schriftsteller bekannt. Während seiner Zeit als Generalsekretär schrieb er zu Fragestellungen der Inneren Mission. Von 1844 bis 1851 gab er das Volksbuch für Schleswig-Holstein und Lauenburg hinaus, in dem beispielsweise Beiträge von Theodor Storm zu lesen waren. Biernatzki selbst schrieb viele Artikel zu Geschichte und Kulturgeschichte und zur Ethnografie. Die Universität Jena ehrte ihm hierfür 1854 den philosophischen Ehrendoktortitel.

## Familie
Biernatzkis Ehefrau Charlotte geb. From (* 23. August 1820 in Faaborg) war die Tochter eines Segelmachers. Als Kinderbuchautorin schrieb sie unter dem Pseudonym „C. J.“. Das Ehepaar hatte am 13. August 1845 in Faaborg geheiratet. Aus der Ehe gingen fünf Töchter und vier Söhne hervor. Dazu gehörten der Buchdrucker und Verleger Karl Friedrich Constantin (* 28. Dezember 1853; † 3. Mai 1898), der Journalist Wilhelm Biernatzki und Johannes Biernatzki.
Ein Bruder Biernatzkis war Hermann Biernatzki, ein Halbbruder Johann Christoph Biernatzki.

## Schriften
- Die Arithmetik der Chinesen., Journal für reine und angewandte Mathematik, Berlin, 1856, PDF, abgerufen am 17. November 2023